# Quirihue
Quirihue är en kommun i Chile.   Den ligger i provinsen Itata och regionen Ñuble, i den södra delen av landet, 400 km sydväst om huvudstaden Santiago de Chile.

## Omgivning
I omgivningarna runt Quirihue växer i huvudsak städsegrön lövskog. Runt Quirihue är det glesbefolkat, med 11 invånare per kvadratkilometer.